# Neomorphus
A Neomorphus a madarak osztályának kakukkalakúak (Cuculiformes) rendjébe és a kakukkfélék (Cuculidae) családjába tartozó nem.

## Rendszerezésük
A nemet Constantin Wilhelm Lambert Gloger írta le 1827-ben, az alábbi 5 faj tartozik ide:
- Neomorphus radiolosus
- Neomorphus rufipennis
- Neomorphus pucheranii
- Neomorphus geoffroyi
- Neomorphus squamiger